# Evie Templeton
Evie Templeton (* 31. Dezember 2008 in Barbados) ist eine  britische Schauspielerin.

## Leben und Karriere
Templeton wurde in Barbados als Tochter englischer Eltern geboren und wuchs in London auf. Sie besuchte die London Academy of Music and Dramatic Art. Ihr Debüt gab sie 2022 in dem Film Pinocchio. Im selben Jahr lieh sie der Figur Laura im Remake des Videospiels Sillent Hill 2 ihre Stimme und wird auch diese Rolle auch im kommenden Film Return to Silent Hill verkörpern. Anschließend war sie jeweils in einer Folge in Life After Life und in Criminal Record zu sehen. Außerdem bekam sie 2024 in Lord of Misrule eine Hauptrolle. Mai 2024 wurde bekannt gegeben, dass sie eine Rolle in der zweiten Staffel der Netflixserie Wednesday haben wird.

## Filmografie
- 2022: Life After Life (Fernsehserie. 1 Episode)
- 2022: Pinocchio
- 2023: Lord of Misrule
- 2024: Criminal Record (Fernsehserie. 1 Episode)
- 2025: Wednesday (Fernsehserie)